# Џ. Р. Р. Толкин
Џон Роналд Руел Толкин (енгл. John Ronald Reuel Tolkien; Блумфонтејн, 3. јануар 1892 — Оксфорд, 2. септембар 1973) био је енглески универзитетски професор, књижевник и филолог. 
Толкин је био професор староенглеског језика на Оксфордском универзитету у периоду од 1925. до 1945. године, као и професор енглеског језика и књижевности, такође на Оксфорду, од 1945. до 1959. године. Бавио се писањем епске фантастике, фантастике уопште и поезије током целог живота, и кроз њих је доживео међународну славу.
Ван научних кругова, најпознатији је као аутор романа „Господар прстенова“, затим његовог претходника, „Хобита“, као и великог броја постхумно издатих књига о историји замишљеног света званог Арда, највише једног њеног континента, Средње земље, где се одиграва радња ова његова два најпознатија романа. Велика популарност и утицај ових дела су устоличила Толкина као оца жанра модерне епске фантастике.
Што се тиче научних кругова, био је цењени лексикограф и стручњак за англосаксонски и старонордијски језик. Био је члан удружења писаца The Inklings и близак пријатељ К. С. Луиса.

## Биографија
Толкин је рођен у Блумфонтејну у данашњој Јужноафричкој Републици, као син Артура Толкина (Arthur Tolkien), енглеског банкара, и Мејбел Толкин, рођене Сафилд (Mabel Tolkien, neé Suffield). Већина Толкинових предака по оцу, колико је познато, били су занатлије. Породица Толкин потиче из Саксоније у Немачкој, али у 18. веку су се морали иселити из Саксоније због Седмогодишњег рата. Презиме Толкин је англицизирано Tollkiehn од немачког tollkühn, лудо одважан. Лик под именом Професор Рашболд (Professor Rushbold) у The Notion Club Papers је алузија на ово име. Толкин је имао само једног брата, Хиларија Артура Руела Толкина (Hillary Arthur Reuel Tolkien), рођеног 17. фебруара 1894. године.
Толкин се са својом мајком, која се тешко носила са афричком климом, вратио у Енглеску у трећој години – отац му је умро у Јужној Африци од тешког крварења у мозгу пре него што им се могао придружити. Пошто је он био једини члан породице који је био запослен, живели су са Мејбелиним родитељима у Бирмингему неко време, али су ускоро, већ 1896, прешли у Серхол (Sarehole), тада село у Ворикширу, а данас део Бирмингема.
Мејбел је подучавала своја два сина и Џон је био предан ученик. Научила га је много о ботаници, али највише су га занимали језици – мајка га је научила основама латинског врло рано. Научио је да чита у четвртој години, а убрзо је знао и добро да пише. Похађао је Школу краља Едварда (King Edward’s School), Академију краља Филипа (King Phillip’s Academy) и студирао је на Егзетер колеџу у Оксфорду (Exeter College, Oxford).
Његова мајка је прешла у римокатоличку веру, упркос оштрим протестима њене породице. Умрла је од дијабетеса 1904, када је Толкину било дванаест година, а он је цео живот сматрао да је постала мученик за своју веру, што ће имати велики утицај на његова католичка уверења. Толкинова предана вера је била значајни фактор у превођењу К. С. Луиса у хришћанство, а његова дела садрже доста хришћанске симболике и вредности.
Будући сироче, одгајио га је отац Френсис Морган (Father Francis Morgan) из Бирмингемског ораторијума, у делу Бирмингема званом Еџбастон (Edgbaston), где је даље и одрастао.
Тамо је упознао и заљубио се у Едит Брат (Edith Bratt) (која ће касније послужити као модел за Лутијену). Упркос многим препрекама, он успева да се ожени њоме, својом првом и најискренијом љубави у животу.
Толкин се прикључио британској војсци током Првог светског рата. У том периоду је видео многе садругове, од којих су неки били његови најближи пријатељи, како гину, а он сам је ускоро завршио у болници због рововске грознице. Током опоравка, почиње да пише серију бајки, заснованих на проучавању митологије и фолклора, које назива „Књига изгубљених прича“ (The Book of Lost Tales). Проучаваоци његових дела кажу да је рат утицао на његово писање и то тако што је кроз фантазију налазио пут да побегне од окрутне реалности фабрика, машина, пушака и бомби 20. века.
Његово прво цивилно запослење након рата било је на Оксфордском речнику енглеског језика (Oxford English Dictionary), у којем је, међу многим другим, реч морж (енгл. walrus) његов унос. 1920. године постаје доцент за енглески језик на Универзитету у Лидсу (University of Leeds), али се 1925. враћа у Оксфорд као професор англосаксонског језика. 1945. године прелази на оксфордски колеџ Мертон (Merton College, Oxford), где постаје професор енглеског језика и књижевности, што остаје све до пензионисања 1959. године.
Џон и Едит Толкин имају четворо деце: Џона Франсиса Руела (John Francis Reuel) (1917), Мајкла Хиларија Руела (Michael Hilary Reuel) (1920), Кристофера Руела (Christopher Reuel) (1924) и Присилу Ану Руел (Priscilla Anne Reuel) (1929).
Толкин је умро у Оксфорду 1973. године, и сахрањен је на гробљу Волверкот (Wolvercote Cemetery) крај своје жене Едит, а на надгробном споменику су уз њихова имена уклесана и имена Берена и Лутјене, упоређујући њихову љубав са највећом љубавном причом Средње земље.

## Његова дела
Толкин је уживао у измишљању прича да би забавио децу. Сваке године је за њих писао писма од Божић Бате и слао им их за Божић. Она су сакупљена и издата у књизи под именом „Писма од Божић Бате“ (The Father Christmass Letters).
Толкин никада није очекивао да ће његове приче постати популарне. На наговор бившег студента, издао је књигу коју је написао за своју децу под насловом „Хобит“ (The Hobbit) 1937. године. Иако намењена деци, постала је популарна и код одрасле читалачке публике, и то довољно популарна да издавачка кућа „Allen & Unwin“ затражи од Толкина да напише наставак. Ово је резултовало његовим најпознатијим делом, које ће постати тротомни роман „Господар прстенова“ (The Lord of the Rings) (издат у периоду 1954 — 1955). Толкину је требало скоро десет година да напише своју сагу, током којих је имао свесрдну подршку пријатеља из The Inklings, посебно К. С. Луиса, аутора познате серије књига о земљи Нарнији.
„Господар прстенова“ је убрзо постао веома популарна књига код млађе популације 1960-их, и до данас је остао у врху читаности као једно од најпопуларнијих дела фантастике XX века, и према продаји и према испитивањима читатеља. Толкин је у почетку намеравао да исприча дечју причу сличну „Хобиту“, али она је убрзо прерасла у мрачније и озбиљније дело. Иако директан наставак Хобита, обраћа се старијој публици, описујући много дубљу и већу историју Средње земље, чија ће се величина и сјај показати тек у постхумно скупљеним рукописима издатим у књизи „Силмарилион“ (The Silmarillion) и другим књигама.
Толкин је био професионални филолог и језици и митологије које је проучавао оставили су велики траг у његовим делима. Тако су имена Патуљака из „Хобита“ потичу из митова Волуспа (Völuspá) и Еда (Edda), док су неки заплети (нпр. крађа пехара из змајевог легла) узети из епа „Беовулф“ (Beowulf).
Толкин је наставио да се бави историјом Средње земље до своје смрти. Његов син Кристофер Толкин је уз помоћ писца фантастике Гаја Гавријела Кеја (Guy Gavriel Kay) средио део тог материјала и издао га у једном делу под именом „Силмарилион“ 1977. године. Кристофер је наставио да сређује и издаје материјал везан за настанак Средњег света, односно дела као што су „Историја Средње земље“ (The History of Middle-earth)" у дванаест томова и „Недовршене приче“ (Unfinished Tales). Она садрже недовршене, напуштене, алтернативне и често контрадикторне верзије прича на којима је Толкин радио деценијама, често их прерађујући, преписујући и проширујући. Само је „Силмарилион“ у складу са претходно издатим романима, и то само захваљујући Кристоферовој преради – иако и он сам каже да и даље остају неке несугласице. Чак је и „Хобит“ остао делимично неусаглашен са „Господаром прстенова“ након његовог издавања, иако је много тога измењено и чак једно цело поглавље прерађено у другом издању из 1951.
Толкина је његов пријатељ К. С. Луис предложио као једног од кандидата за Нобелову награду за књижевност, 1961. године, али је тај предлог био одбијен због његове прозе и "његов начин приповедања није на највишем нивоу", како је рекао један од чланова жирија Андерс Остерлинг. Те године награду је освојио Иво Андрић.
У универзитету Маркет (Marquette University) у Милвокију, Висконсин, САД чувају се оригинални рукописи „Господара прстенова“ и „Хобита“, док су у Оксфорду рукопис „Силмарилиона“ и Толкинових научних радова (међу којима и најбољи превод епа „Беовулф“ на енглески језик, који је нађен тек недавно, али је већ постао обавезна литература за студенте енглеског језика и књижевности у Оксфорду).

## Језици
Филологија, наука о језицима, остала је Толкинова највећа љубав током целог живота. Будући лингвиста, створио је чак петнаест вештачких језика, од којих су најпознатија два виловњачка из „Господара прстенова“ : квенија и синдарин. Касније је развио читаву космогонију и историју Средње земље као позадину за те језике. Уз огромно познавање англосаксонског и древног норвешког језика, Толкин је говорио или разумео доста европских језика, од велшког и гелског до романских (француски, шпански и италијански), германских (рани облици немачког и холандског као што је стари саксонски) и балтичких и словенских (као што су литвански и руски, а са разумевањем је читао и српски). Од свих језика које је знао, највише је волео фински, који је научио да би у оригиналу могао прочитати фински еп Калевала (Kalevala); говорио је да му звук финског највише прија.

### Научни радови
- (1922)
- (1924) – са Е. В. Гордоном, анонимно ремек-дело средњоенглеске књижевности
- (1925)
- (1925)
- (1929)
- (1932/1935)
- (1934)
- (1936) – предавање, револуционарна савремена критика „Беовулфа“
- (1936)
- (1939)
- (1944) – издање средњовековне песме
- (1947) – есеј
- (1953) – уз песму
- (1962)
- (1963)
- (1966) – помоћни преводилац и лексикограф

### Проза
- (1937) – Хобит или Тамо и опет натраг
- (1945) – Мазалов лист – кратка прича
- (1949) – Фармер Гил од Хама
- - Господар прстенова
  -  (1954) – Дружина Прстена
  -  (1954) – Две куле
  -  (1955) – Повратак краља
- (1964) – Дрво и Лист (О Вилинским причама и Мазалов Лист уз песму Митопеја)
- (1966) – аутобиографија
- (1967) – Ковач из Великог Вутона

### Поезија
Године означавају време настанка, осим ако није другачије напоменуто.
- (1911)
- (1913)
- (1915)
- (1920)
- (1920)
- (1923)
- (1923)
- (1923)
- (1923)
- (1923)
- (1923)
- (1924)
- (1924)
- (1924)
- (1925)
- (1926)
- (1927)
- (1931)
- (1933)
- (1934)
- (1934) — Авантуре Тома Бомбадила
- са Е. В. Гордоном и др., издато 1936.
- (1937)
- (1937)
- (1945)
- (1953)
- (1955)
- Збирка The Adventures of Tom Bombadil and Other Verses from the Red Book – Авантуре Тома Бомбадила и други стихови из Црвене књиге (1962)
- (1966)
- Збирка The Road Goes Ever On издата (1967)
- (1965)
- (1967)
- – штампана у The Lays of Beleriand (1985)
- – штампана у  (1985)

### Постхумно издата дела
- Преводи песама Pearl и Sir Orfeo (1975)
- − Писма од Деда Мраза (1976)
- – Силмарилион (1977)
- (1979)
- – Незавршене приче Нуменора и Средњег света (1980)
- (приредили Кристофер Толкин и Хамфри Карпентер []) (1981)
- (1981)
- (1981)
- (1982)
- – збирка есеја (1983)
- : (1983—1996)
  -  (1983)
  -  (1984)
  -  (1985)
  -  (1986)
  -  (1987)
  -  (1988)
  -  (1989)
  -  (1990)
  -  (1992)
  -  (1993)
  -  (1994)
  -  (1996)
  -  (2002)
- – збирка Толкинове уметности (1995)
- (1998) − Тумарало
- − Деца Хуринова (Приредио Кристофер Толкин, илустровао Алан Ли) (2007)
- (2009)
- − Пад Артуров (2013)
- − Беовулф: Превод и коментари (2014)
- (2015)
- − Прича о Берену и Лутијени (Приредио Кристофер Толкин, илустровао Алан Ли) (2017)
- − Пад Гондолина (Приредио Кристофер Толкин, илустровао Алан Ли) (2018)
- − Природа Средње земље (Приредио Kарл Ф. Хостетер) (2021)
- − Пад Нуменора (Приредио Брајан Сибли, илустровао Алан Ли) (2022)

## Књиге о Толкину и његовом свету
Мали избор од књига које су написане о Џ. Р. Р. Толкину и његовом свету:
- – биографија аутора Хамфрија Карпентера [] (1977)
- – енциклопедијска књига Роберта Фостера [] (1978)
- – атлас „Господара прстенова“ аутора Барбаре Стречи [] (1981)
- – атлас „Господара прстенова“, „Хобита“, „Силмарилиона“ и „Незавршених прича“ аутора Керен Вин Фонстад [] (1991)
- – Т. А. Шипи [] (2000)
- – енциклопедијска књига, која покрива „Господара прстенова“, „Хобита“, „Силмарилион“ и „Незавршене приче“, знатно допуњено издање од претходна два, аутора Џ. Е. А. Тајлер []

## Филмови засновани на Толкиновим књигама
- „Господар прстенова“ је адаптиран у филм из три дела (2001, 2002. и 2003), који је режирао новозеландски редитељ Питер Џексон [].
- 1978. године је Ралф Бакши [] режирао анимирани филм (сниман у ротоскоп техници) који покрива отприлике половину романа, а чији наставак није никада снимљен. 1980. је други редитељ, Ранкин-Бас [], снимио дечји анимирани филм који се угрубо наставља на Бакшијев, под називом Повратак краља, а исти редитељ је нешто раније (1977) снимио и анимирани ТВ филм према „Хобиту“.
- „Хобит“ је адаптиран у филму из три дела: „Неочекивано путовање“ (2012), „Шмаугова пустошења“ (2013) и „Битка пет армија“ (2014), који је режирао Питер Џексон.

Толкин је права за филм, сцену и робу „Хобита“ и „Господара прстенова“ продао фирми United Artists 1968. године, али они никада нису снимили филм, тако да су 1976. продали права фирми Tolkien Enterprises. Права за „Силмарилион“ и даље припадају фирми The J.R.R. Tolkien Estate ltd., која је у власништву његових потомака.

## Уметници
Уметници који су инспирацију нашли у Толкиновим делима, као и уметници који су осликали издања његових дела на српском језику:
- Полина Бејнс [] – Толкинова омиљена уметница
- Ингер Еделфелд []
- Роџер Гарланд []
- Мајкл Хејг []
- Тим и Грег Хилдебрант []
- Џон Хау [] – учествовао у визуелном обликовању Џексоновог „Господара прстенова“
- Алан Ли [] – учествовао у визуелном обликовању Џексоновог „Господара прстенова“
- Ангус МакБрајд []
- Тед Насмит []
- Добросав Боб Живковић, слике за српско издање Господара прстенова
- Владимир Весовић, слике за Авантуре Тома Бомбадила и други стихови из Црвене књиге
- Петар Меселџија, слике  и
- Бојана Димитровски, стрип „Хобит“
- Бобан Савић - Гето, слике за Фармер Гил од Бута